# Reaseguro
El reaseguro es el método por el cual una aseguradora cede parte de los riesgos que asume con el fin de reducir el monto de su pérdida posible.
Conforme una definición clásica, “el reaseguro es el contrato que se suscribe entre dos aseguradores, uno denominado reasegurador y el otro reasegurado, asegurador directo o primario o compañía cedente. El objeto asegurado será la totalidad o parte de las responsabilidades contractuales que el asegurado haya aceptado según las pólizas de seguro que ha suscrito; en la práctica la mayoría de los reaseguros proporcionan únicamente compensación parcial y el reasegurado corre con parte de las pérdidas.”
Una definición más amplia es aquella que indica que “el contrato de reaseguro es esencialmente un contrato independiente de seguro donde el reasegurador se compromete a indemnizar al reasegurado, total o parcialmente, por concepto de las pérdidas por las cuales este último es responsable hacia el asegurado bajo el contrato primario de seguro. En concordancia, está sujeto a los principios generales y a las reglas legales aplicables a los seguros de responsabilidad, tales como los principios de máxima de buena fe, de subrogación (en su caso), y a las reglas relacionadas con el interés asegurable, la existencia de riesgo y que rigen la legalidad de éste y del contrato en general.”

## Finalidad de reaseguro
Como destaca el Profesor Osvaldo Contreras, aunque el nacimiento de esta figura es posterior al seguro, su existencia se hizo prontamente muy necesaria, por lo que hoy se considera indispensable, dado que, por una parte, hay ciertos riesgos que son demasiado grandes para que solo un asegurador pueda asumirlos, y además, porque existe la posibilidad de que ocurran siniestros catastróficos o simplemente se acumule un conjunto de siniestros por indemnizar que excedan la capacidad de pago de un solo asegurador. Por otro lado, desde el punto de vista técnico, esta figura permite diluir los riesgos al máximo, por lo que cada asegurador se queda con aquella carga que logre asumir por su propia cuenta.
Entonces, las ventajas del reaseguro vienen dadas porque permiten mantener el principio de la división o atomización de los riesgos, además de generar confianza en el público, ya que permite que el negocio de seguros sea sólido y respetable .

## Intervinientes y Nomenclatura básica del reaseguro
a) Asegurador Directo o Asegurador Cedente: Es la compañía de seguros que acepta el riesgo directamente con el asegurado, y que coloca un reaseguro.
b) Reasegurador: Es la compañía que acepta un reaseguro que le ha propuesto el asegurador directo, sea que se trate de una compañía especializada en reaseguros o que, siendo su finalidad principal colocar seguros directos, acepta ocasionalmente reaseguros.
c) Cesión: Término que determina la proporción de responsabilidad traspasada por el asegurador directo al reasegurador y aceptada por este, expresada en dinero o en un porcentaje del seguro directo.
d) Retención: Es la parte del riesgo que el asegurador directo retiene bajo su responsabilidad y por su propia cuenta, es decir, la parte de riesgos que no cede al reasegurador.
e) Retrocesión: Se refiere a la posibilidad que el reasegurador contrate a su vez un reaseguro con otra compañía.

## Naturaleza jurídica del reaseguro
Se han planteado diversas teorías en doctrina:
a) Sería un tipo de fianza: Se dice que el reasegurador sería un fiador del asegurador. Esta idea es rechazada, toda vez que la fianza da al acreedor una acción contra el fiador, lo cual no existe en el reaseguro.
b) Sería una cesión de deuda: También es rechazada, ya que la cesión de deuda crea un vínculo entre deudor cedido y acreedor, y sabemos que el asegurado carece de acción directa contra el reasegurador.
c) Sería una forma de sociedad: También se rechaza porque faltan los elementos esenciales de la misma.
d) La mayoría de la doctrina sostiene que es un tipo de contrato de seguro: Dentro de ellos sería uno del tercer grupo, por cuanto el asegurado asegura la totalidad de su patrimonio, es un caso de seguro de responsabilidad, pero no un típico seguro de responsabilidad civil, que normalmente cubre la responsabilidad extracontractual del asegurado, sino uno de responsabilidad contractual, pues se cubre la responsabilidad que tendrá el asegurador derivada de sus contratos de seguros. El profesor Osvaldo Contreras sostiene que se trataría de una especie de contrato de seguros de daños, y que esta opinión es compartida por la mayor parte de la doctrina y jurisprudencia internacional actuales .

## Interés asegurable
Se puede señalar que el objeto de esta figura es el mismo del contrato de seguro, pero el interés asegurado varía, dado que en este caso lo que cubre el contrato es la responsabilidad potencial del asegurador directo de pagar una indemnización bajo el contrato primario de seguro, en caso de producirse el hecho que genera tal indemnización. Así, en esta figura lo que busca el asegurador directo es proteger su patrimonio.

## Regulación del reaseguro en España
El contrato de seguro y de reaseguro son contratos diferentes e independientes desde el punto de vista de las relaciones jurídicas que se dan entre los contratantes.
La incorporación a la Ley de Contrato de Seguro de una sección dedicada a la regulación general del contrato de reaseguro supone, ante todo, el reconocimiento de la naturaleza asegurativa de esta figura y su clasificación entre los seguros de daños. De esta manera, el reaseguro en España se encuentra regulado en la Ley 50/1980, de 8 de octubre, de Contrato de Seguro (en lo sucesivo, LCS) en su artículo 77 define el reaseguro como aquel contrato por el que una de las partes (reasegurador) se obliga a reparar, dentro de los límites establecidos en la Ley y en el contrato, el daño patrimonial sufrido por la otra parte (reasegurado o asegurador directo) a consecuencia del pago de una indemnización derivada de un contrato de seguro.
En cuanto a las entidades que pueden realizar operaciones de reaseguro, el acceso a la actividad y las condiciones para el ejercicio de la actividad reaseguradora, hay que estar a lo dispuesto en la Ley 20/2015, de 14 de julio, de ordenación, supervisión y solvencia de las entidades aseguradoras y reaseguradoras.
Cabe destacar también el anteproyecto de la ley del código mercantil que presenta una novedad significativa incluyendo la regulación del contrato de seguros y reaseguros.

## Métodos y modalidades de reaseguramiento en España
Mediante el contrato de reaseguro, el asegurador (cedente) y el o los reaseguradores (aceptante/s) acuerdan ceder y aceptar, respectivamente, una parte o la totalidad de uno o más riesgos, acordándose cómo será el reparto de las primas devengadas de la asunción del riesgo (primas de la póliza del seguro) y también el reparto de los pagos por las responsabilidades derivadas del riesgo (pagos de los siniestros cubiertos por la póliza).
Se pueden diferenciar dos grandes grupos de criterios para repartir las primas y las responsabilidades:
Reaseguro proporcional: La cuantía de la responsabilidad que corresponde al reasegurador en caso de siniestro se calcula con la proporción que resulta entre la prima recibida por él (prima cedida) y la prima total de la póliza.
Por tanto el reasegurador participa de los siniestros y las primas en idéntica proporción.
Reaseguro no proporcional: La cuantía de la responsabilidad que corresponde al reasegurador en caso de siniestro es el exceso sobre un determinado límite (denominado prioridad o XL), los importes inferiores a esta prioridad son siempre por cuenta del asegurador.
Por tanto el reasegurador solo responde ante los siniestros que superen un determinado valor (prioridad).
El diccionario de derecho usual define el reaseguro como el seguro del seguro contratado, en virtud del cual un nuevo asegurador toma sobre sí, en todo o en parte, los riesgos asegurados por un primer asegurador, sin alterar las condiciones del primer contrato y cediéndole aquel o pagándole parte de la prima primitiva.
El reaseguro, simple y llanamente, es el medio de que se vale la compañía de seguros (la compañía cedente) que acepta operaciones directamente del público, para disminuir la responsabilidad que le incumbe, distribuyéndola entre otras compañías de seguros, quienes aceptan la responsabilidad por una participación correspondiente en la prima original.
El asegurado únicamente mantiene relación contractual con la aseguradora (cedente), y en ningún caso esa relación contractual se puede ver afectada por las relaciones entre el asegurador y los reaseguradores que pudieran tener acuerdos con el asegurador. En el supuesto de quiebra de la compañía de seguros el asegurado no podrá reclamar sus derechos a la reaseguradora, sino que lo harán los órganos competentes en esta materia, por ejemplo en España el Consorcio de Compensación de Seguros.

El contrato de reaseguro puede adoptar diversas modalidades. Una modalidad de reaseguro es una forma de ligar los intereses de asegurador y reasegurado, buscando alcanzar los objetivos señalados con carácter general para el reaseguro.
De esta manera, cabe hablar de reaseguro simple o facultativo, reaseguro general, de abono u obligatorio, reaseguro facultativo-obligatorio (y open covers) y reaseguro de pool.
- El reaseguro simple o facultativo: En esta modalidad de reaseguro el reasegurado concierta el contrato respecto de un riesgo determinado o un contrato de seguro concreto. El reasegurador, por su parte, es libre de aceptar o rechazar el negocio que se le ofrece. De ahí la denominación de facultativo u opcional con la que se conoce normalmente.
- El reaseguro general, de Tratado u obligatorio: El Tratado es un acuerdo suscrito entre un asegurador directo y uno o más reaseguradores, en virtud del cual la compañía cedente -asegurador directo- se compromete a ceder una parte de sus negocios al reasegurador, y este, a su vez, se obliga a aceptar todos los riesgos suscritos por el asegurador, dentro de los límites y condiciones previamente establecidos en el contrato.
- Los acuerdos facultativo-obligatorios y open covers: Esta modalidad de reaseguro se encuentra entre el reaseguro de Tratado y el reaseguro facultativo. De igual forma que ocurre en el Tratado, hay un acuerdo entre asegurado directo y reasegurador, mediante el cual este aceptará todos los reaseguros que le ofrezca el asegurador que estén conformes con las condiciones preestablecidas en el contrato, sin la obligación por parte de la compañía cedente de ofrecer todos sus riesgos al reasegurador.
En los acuerdos open covers el Cedente tiene la facultad de ceder y el Reasegurador la obligación de aceptar todos los negocios cedidos al contrato hasta un valor determinado -el límite- sin que este límite sea un valor que dependa de un número de plenos.
- El reaseguro de pool: Esta modalidad se utiliza especialmente en el ramo del transporte. Consiste en la puesta en común de los negocios de varios aseguradores o reaseguradores, participando cada uno en una proposición determinada de la empresa en común.

## Características
- El reaseguro puede hacerse por todos los riesgos con los cuales opere la empresa (ya sea de forma individual, o bien por el conjunto de su cartera de riesgos) o sòlo para determinados riesgos, por ejemplo los más costosos para el asegurador.
- El reaseguro es un nuevo contrato de seguros celebrado entre el asegurador y el reasegurador el cual tiene obligaciones recíprocas.

## Resumen
1. El asegurador es el único responsable ante el asegurado: no existe relación directa entre el asegurado y los reaseguradores.
2. Existe un solo asegurador, y uno o más reaseguradores.
3. La elección de las empresas reaseguradoras y el grado de implicación de ellas es por cuenta del asegurador.
4. El reparto de primas e indemnizaciones puede hacerse de forma proporcional (habitualmente sobre cada póliza de seguro individualizada) o bien de forma no proporcional (habitualmente sobre el conjunto de todas las pólizas).
5. La finalidad última es preventiva para el asegurador: dispersión de riesgos.

## El reaseguro en Ecuador
En el caso ecuatoriano el contrato de reaseguro como tal, se encuentra regulado en regulado por el Código de Comercio Ecuatoriano, la Ley de General de Seguros, y la Legislación sobre el Contrato de Seguro.

## Definición del contrato de reaseguro en Ecuador
Pues bien, podemos definir que el contrato de reaseguro es un instrumento en el cual el asegurador, es decir la compañía de seguro, cede al reasegurador la totalidad o una parte de los riesgos asumidos directamente a partir del contrato de seguro que este haya asumido para con el beneficiario. Al reasegurador también se lo denomina cesionario o aceptante .
La autora María Concepción Hill Prados, respecto el concepto del contrato de reaseguro, sostiene: “El concepto del reaseguro viene dado por la finalidad que con este contrato busca el reasegurado, obtener la protección del seguro contra el posible riesgo de tener que realizar la prestación prometida al asegurado o al beneficiario, en caso de siniestro de la cosa o persona asegurada” (Hill Prados, María Concepción “El reaseguro” [on line], 2006, ISBN: 8476983441, disponible en: https://app-vlex-com.sabidi.urv.cat/#ES/vid/289795).

## De las compañías de reaseguro en Ecuador
Las compañías de reaseguro son sociedades anónimas constituidas dentro del territorio ecuatoriano, así como sucursales de empresas extranjeras que se establezcan en el Ecuador de conformidad con la ley, cuyo objeto es el de otorgar coberturas a una o más empresas de seguros por los riesgos que éstas hayan asumido, así como el realizar operaciones de retrocesión. Las compañías de reaseguros se sujetarán a las disposiciones de esta Ley, relativas a las empresas de seguros, en los que les fuere aplicable .
Del capital mínimo para constituir y operar la compañía de reaseguro es de trece millones de dólares, los cuales deberá ser aportado en capitales dinerarios .

## De las partes que intervienen en el contrato de reaseguro
A partir de la definición, se puede determinar que intervienen el asegurador, que es la compañía quien inicialmente contrató con el beneficiaria del seguro; y el reasegurador, que es la compañía quien contrata con el asegurador para asumir responsabilidad respecto la obligación que este último tiene con el beneficiario del seguro inicial.

## Jurisprudencia Ecuatoriana
Jurisprudencia de Corte Nacional de Justicia (que es un símil al Tribunal Supremo en España), Resolución Nº0222-2016, Juicio Nº0653-2015, de la Sala de lo Civil y Mercantil, respecto la acción de reclamo de indemnización de seguro establece: “(…) 4.4. La norma en discusión, en su texto literal, establece que es el acontecimiento el que genera acciones; para significar que la ocurrencia del riesgo, genera el derecho a reclamar indemnización a cargo del asegurador; pues el objeto del contrato de seguros, materializado en la póliza, no es otro que, el que el asegurador asuma todos o algunos e los riesgos a que está expuesta la persona el patrimonio o la cosa asegurada. si la norma habla de acontecimiento, no puede entenderse sin forzar el sentido de la misma que, acontecimiento es la negativa a cubrir la indemnización del siniestro; pues la negativa no es un acontecimiento sino una decisión fundamentada en determinados hechos; cierto que la legislación vigente a partir de la reforma efectuada incluye un inciso en el texto del artículo 42, que prevé que la presentación del reclamo administrativo que regula la norma citada, suspende la prescripción de la acción que tiene el asegurado o el beneficiario contra la aseguradora, hasta la notificación de la resolución de la aseguradora; norma no aplicable al caso que se ventila y que no cambia el sentido de la norma contenida en el artículo 26, sino que reforzando su sentido prevé que la prescripción de la acción a la que ella se refiere, se suspende, por la presentación del reclamo hasta la notificación con su decisión (…)” .
Normativa Ecuatoriana
	Legislación Ecuatoriana, Código de Comercio, Art. 85 (722.85), disponible en: https://web.archive.org/web/20190125020526/https://www.cepweb.com.ec/AppWeb/RO/1720.pdf
	Legislación Ecuatoriana, Codificación de la Ley General de Seguros, artículo 4, disponible en: https://www.cepweb.com.ec/AppWeb/RO/2031.pdf Archivado el 10 de octubre de 2020 en Wayback Machine.

## Regulación del contrato de reaseguro en Chile
En Chile, el contrato de seguro se encuentra normado, fundamental pero no únicamente, en el Párrafo Noveno, de la Sección Segunda, del Título VIII del Libro II del Código de Comercio, específicamente entre los artículos 512 a 601. Dicho título fue reemplazado en su totalidad el año 2013, mediante la Ley 20.667, y comenzó a regir el 1 de diciembre de 2013. Cabe hacer presente que la Sección segunda antes señalada se ocupa de los Seguros de Daños, por tanto, la ubicación del reaseguro dentro del Código se justifica dado que, según gran parte de la doctrina, la naturaleza jurídica del reaseguro es la de un seguro de daños, y particularmente, de daños patrimoniales.
Dentro de las principales modificaciones de esta Ley, es que actualmente el contrato de reaseguro se encuentra normado, y se ha incluido un párrafo especialmente dedicado al reaseguro, entre los artículos 584 y 587 del Código de Comercio.
Hasta antes de la ley 20.667 la regulación del reaseguro en el Derecho Chileno era prácticamente nula. El antiguo artículo 523 del Código de Comercio simplemente establecía que el asegurador podía hacer reasegurar en condiciones más o menos favorables que las estipuladas, las mismas cosas que él hubiere asegurado. En su inciso segundo el artículo citado prescribía que el reaseguro no extinguía las obligaciones del asegurador directo ni confería al asegurador acción directa contra el reasegurador, temas que no han sido modificados por la nueva normativa.
Por su parte el DFL 251 de 1931, que regula en forma orgánica las bases del mercado asegurador en Chile, contenía ciertas normas de carácter regulatorio y también de fondo en relación con el reaseguro. Este decreto prácticamente no fue modificado por la nueva ley 20.667.
El nuevo artículo 584 del Código de Comercio define el reaseguro en los siguientes términos: “Por el contrato de reaseguro el reasegurador se obliga a indemnizar al reasegurado, dentro de los límites y modalidades establecidos en el contrato, por las responsabilidades que afecten su patrimonio como consecuencia de las obligaciones que éste haya contraído en uno o más contratos de seguro o de reaseguro. El reaseguro que ampara al reasegurador toma el nombre de retrocesión. En estos contratos, servirán para interpretar la voluntad de las partes los usos y costumbres internacionales sobre reaseguros”.

## Autonomía y carácter imperativo de las normas del reaseguro en Chile
Estos aspectos son tratados en los artículos 585 y 587 del Código de Comercio.
De acuerdo a la primera de estas disposiciones, “el reaseguro no altera en forma alguna el contrato de seguro. No puede el asegurador diferir el pago de la indemnización de un siniestro al asegurado, en razón del reaseguro”. Esta norma concuerda con el artículo 28 del DFL 251, según el cual “el reaseguro no altera en nada el contrato celebrado entre el asegurador directo y el asegurado, y su pago, en caso de siniestro, no podrá diferirse a pretexto del reaseguro”.
Por su parte, el artículo 586 se refiere a las acciones del asegurado en contra del reasegurador.
Luego, conforme al artículo 587 del Código de Comercio, “las disposiciones de los artículos 585 y 586 son de carácter imperativo”.
Por lo tanto, a la luz del 587 se puede señalar que las normas del contrato de reaseguro no son imperativas, salvo los artículos 585 y 586, que siempre lo serán. Como señala el profesor Osvaldo Contreras, el legislador ha excluido al contrato de reaseguro de la imperatividad que como regla general caracteriza a las normas que rigen el contrato de seguro, ya que en esta figura la imperatividad es innecesaria e inconveniente, pues sería muy difícil que los reaseguradores aceptaran suscribir contratos de reaseguros en los que no pudieran aplicar principios tradicionales que los rigen .

## Internacionalización del reaseguro en Chile
Importante es destacar que el párrafo final del artículo 584 del Código de Comercio dispone “En estos contratos, servirán para interpretar la voluntad de las partes los usos y costumbres internacionales sobre reaseguros.”

## Naturaleza jurídica del contrato de reaseguro en Chile
En Chile, la discusión acerca del contrato de reaseguro carece de lógica, pues conforme al nuevo texto del Código de Comercio, este contrato se encuentra calificado y regulado como un contrato de seguro de daños patrimoniales, y como se señaló con anterioridad, se encuentra tratado en la sección segunda del Título VIII del Libro Segundo, que se denomina “de los seguros de daños”.

## Régimen legal de la contratación de reaseguros en Chile
El artículo 16 del DFL N.º 251 de 1931, establece con quienes, y de qué manera se pueden contratar reaseguros en este país, en los siguientes términos: “El reaseguro de los contratos celebrados en Chile, podrán efectuarlo las entidades aseguradoras y reaseguradoras, con las entidades que se señalan a continuación”:
a)	Sociedades anónimas nacionales cuyo objeto exclusivo sea el reaseguro: estas entidades estarán sujetas a la fiscalización de la Superintendencia, hoy denominada Comisión para el Mercado Financiero, con las atribuciones que le otorga la ley. Pueden operar en ambos grupos de seguros, siempre que constituyan capitales independientes para cada uno de ellos y lleven contabilidades absolutamente separadas para las operaciones de los mismos. Estas entidades deberán mantener un patrimonio mínimo indicado en este mismo artículo.
b)	Compañías de seguros nacionales: éstas podrán únicamente reasegurar riesgos del grupo en el cual estén autorizadas para operar.
c)	Entidades extranjeras de reaseguro: que se encuentren clasificadas por agencias clasificadoras de riesgo, de reconocido prestigio internacional. Deberán designar un representante en Chile, el que las representará con amplias facultades. Sin perjuicio de esto, la norma señala que no será necesaria la designación de un representante, si el reaseguro se efectúa a través de un corredor de reaseguro inscrito en la Superintendencia, hoy denominada Comisión para el Mercado Financiero, conforme a lo que se establece en la letra siguiente.
d)	Contratación de reaseguros con corredores de reaseguro extranjero que se encuentren inscritos en el Registro de Corredores de Reaseguro Extranjero que llevará la Superintendencia, hoy denominada Comisión para el Mercado Financiero. Estos corredores deben cumplir ciertos requisitos que señala la misma norma analizada.

## Efectos del reaseguro en relación al asegurado, y acciones del asegurado en contra del reasegurador, en Chile
Como es un contrato, el reaseguro vincula a las partes del mismo, es decir, el asegurador directo (reasegurado) y el reasegurador. Por lo tanto, no implica vinculación alguna entre el asegurado o contrayente y el reasegurador.
El artículo 586 del Código de Comercio dispone: “El reaseguro no confiere acción directa al asegurado en contra del reasegurador, salvo que en el contrato de reaseguro se disponga que los pagos debidos al asegurado por concepto de siniestros se hagan directamente por el reasegurador al asegurado o, en caso que producido el siniestro el asegurador directo ceda al asegurado los derechos que emanen del contrato de reaseguro para cobrarle al reasegurador.
Ninguna de estas convenciones exonerará al asegurador directo de su obligación de pagar el siniestro al asegurado.”.
Esta norma se ha establecido en beneficio del asegurado, pues admite que se pueda establecer una cláusula que posibilite al asegurado primario ejercer acción para reclamar el pago de la indemnización al reasegurador. Sin embargo, esta facultad está sujeta a la limitación señalada en el inciso segundo del mismo artículo 586 del Código de Comercio chileno.

## Jurisprudencia relevante en Chile
En este punto se puede citar la Sentencia de la Corte Suprema de Santiago de Chile, de causa Rol N.º 17.392-2015, de fecha 29 de marzo de 2016, que sienta la siguiente jurisprudencia: "El costo de reinstalación del reaseguro de bienes dañados debe entenderse incluido en prima de rehabilitación del seguro directo pagada por banco demandado".
Por lo tanto, podemos ver la importancia de lo estipulado en la póliza de reaseguro, a fin de saber con exactitud lo que está incluido en la prima del reaseguro.